# Sandi (Syria)
Sandi (arab. صندي) – wieś w Syrii, w muhafazie Aleppo, w dystrykcie Al-Bab. W 2004 roku liczyła 791 mieszkańców.